# Raihana Azad
Raihana Azad es una política afgana. Se desempeñó entre 2019 y 2021 como diputada de la Wolesi Jirga.

## Biografía
Hija de Ishaq, nació en el distrito de Sharistan, provincia de Daikondi. Completó sus estudios superiores de bachiller en ciencia política y relaciones internacionales.
Se desempeñó como empleada de las Naciones Unidas "por un tiempo", directora del concejo de mujeres, supervisora de una organización, e integró un comité de inspección de relaciones internacionales.
Ocupó el cargo de miembro del concejo provincial de Daikondi durante cuatro años. Después, en 2019, fue electa diputada de la Wolesi Jirga en representación de la provincia de Uruzgán, por el período iniciado en abril de ese año y que culminó de facto con la toma del poder por parte de los talibanes el 15 de agosto de 2021.